# 陆行鸟系列作品列表
陆行鸟系列是一系列最终幻想衍生系列游戏，由日本游戏公司史克威尔及与艾尼克斯合并后的史克威尔艾尼克斯开发。系列以chibi风格的最终幻想吉祥物陆行鸟为主人公。系列包括不思议的迷宫作品以及各种各样的小游戏合集，并发行于多个电子游戏平台。系列因陆行鸟的名气及作为最终幻想吉祥物而开发。

## 游戏
| 作品 | |
| --- | --- |
| 陆行鸟的不思议迷宫首发日期： - 日本：1997年12月23日                                                                               | 各平台发行年份： PlayStation－1997年 WonderSwan－1999年 PlayStation Network－2010年 |
| 陆行鸟的不思议迷宫首发日期： - 日本：1997年12月23日                                                                               | 备注： 《陆行鸟的不思议迷宫》是由史克威尔开发的PlayStation平台迷宫探索游戏，后由Tose移植于WonderSwan平台。截止2003年3月，PlayStation版在全球售出114万份。                                                                              |
| 陆行鸟的不思议迷宫2首发日期： - 日本：1998年12月23日 - 北美：1999年11月30日                                                       | 各平台发行年份： PlayStation－1999年 PlayStation Network－2010年 |
| 陆行鸟的不思议迷宫2首发日期： - 日本：1998年12月23日 - 北美：1999年11月30日                                                       | 备注： 《陆行鸟的不思议迷宫2》是《陆行鸟的不思议迷宫》于PlayStation平台的续作。游戏加入了第二角色，该角色可以由电脑或第二个玩家控制。游戏计划移植于WonderSwan Color但终未发行。截至2004年12月，游戏在日本售出592,730份。 |
| 出行陆行鸟RPG首发日期： - 日本：《最终幻想VIII》一部分                                                                            | 各平台发行年份： PocketStation Windows |
| 出行陆行鸟RPG首发日期： - 日本：《最终幻想VIII》一部分                                                                            | 备注： 《出行陆行鸟RPG》，作为《最终幻想VIII》一部分发行的PocketStation小游戏，后来移植于Windows。 |
| 陆行鸟赛车 ～通往幻界之路～首发日期： - 日本：1999年3月18日 - 北美：1999年8月10日 - 欧洲：1999年10月11日                          | 各平台发行年份： PlayStation－1999年 PlayStation Network－2009年 |
| 陆行鸟赛车 ～通往幻界之路～首发日期： - 日本：1999年3月18日 - 北美：1999年8月10日 - 欧洲：1999年10月11日                          | 备注： 《陆行鸟大赛车 ～通往幻界之路～》是由史克威尔开发的PlayStation平台竞速游戏，并收录于《陆行鸟合辑》中。 |
| Chocobo Stallion首发日期： - 日本：收录于《陆行鸟合辑》中                                                                         | 各平台发行年份： PlayStation－收录于《陆行鸟合辑》中 PlayStation Network－2008年 |
| Chocobo Stallion首发日期： - 日本：收录于《陆行鸟合辑》中                                                                         | 备注： 《Chocobo Stallion》是由ParityBit开发的饲养与竞速模拟游戏。游戏收录于《陆行鸟合辑》中，后作为独立游戏在PlayStation Network平台发行。                                                                                            |
| 骰子de陆行鸟首发日期： - 日本：收录于《陆行鸟合辑》中                                                                             | 各平台发行年份： PlayStation－收录于《陆行鸟合辑》中 PlayStation Network－2008年 |
| 骰子de陆行鸟首发日期： - 日本：收录于《陆行鸟合辑》中                                                                             | 备注： 《骰子de陆行鸟》是由电友社开发的PlayStation平台图版游戏。游戏收录于《陆行鸟合辑》中，后作为独立游戏在PlayStation Network平台发行。                                                                                              |
| 陆行鸟合辑首发日期： - 日本：1999年12月22日                                                                                       | 各平台发行年份： PlayStation－1999年 |
| 陆行鸟合辑首发日期： - 日本：1999年12月22日                                                                                       | 备注： 《陆行鸟合辑》是《陆行鸟赛车》、《Chocobo Stallion》和《Dice de Chocobo》的合辑。 |
| 工作陆行鸟首发日期： - 日本：2000年9月20日                                                                                        | 各平台发行年份： WonderSwan－2000年 |
| 工作陆行鸟首发日期： - 日本：2000年9月20日                                                                                        | 备注： 《工作陆行鸟》是由史克威尔开发的WonderSwan平台生活模拟游戏。 |
| 移动陆行鸟首发日期： - 日本：2002年5月24日                                                                                        | 各平台发行年份： 移动电话－2002年 |
| 移动陆行鸟首发日期： - 日本：2002年5月24日                                                                                        | 备注： 《移动陆行鸟》是预置于DoCoMo D504i手机应用，其分为两部分。第一部分《冒险篇》是冒险游戏。第二部分《待机篇》可以继承第一部分的道具，以来装饰陆行鸟的房间，并在手机的待机屏幕显示。                                                |
| 陆行鸟大陆 骰子游戏首发日期： - 日本：2003年12月13日                                                                              | 各平台发行年份： Game Boy Advance－2003年 |
| 陆行鸟大陆 骰子游戏首发日期： - 日本：2003年12月13日                                                                              | 备注： 《陆行鸟大陆 骰子游戏》是《骰子de陆行鸟》的Game Boy Advance重制版。《Fami通》为游戏打了28/40分。 |
| 移动陆行鸟2 逃生！幽灵船首发日期： - 日本：2003年5月23日                                                                          | 各平台发行年份： 移动电话－2003年 |
| 移动陆行鸟2 逃生！幽灵船首发日期： - 日本：2003年5月23日                                                                          | 备注： 《移动陆行鸟2 逃生！幽灵船》是分为两部分的手机冒险游戏。第一部分预置于DoCoMo D505i和D505iS手机中。第二部分则需另外下载。 |
| Choco-Mate首发日期： - 日本：2003年5月23日                                                                                        | 各平台发行年份： 移动电话－2003年 |
| Choco-Mate首发日期： - 日本：2003年5月23日                                                                                        | 备注： 《Choco-Mate》是手机社交服务，于2008年6月30日停止服务。 |
| 移动陆行鸟2.5 潜入！古代遗迹首发日期： - 日本：2004年2月19日                                                                      | 各平台发行年份： 移动电话－2004年 |
| 移动陆行鸟2.5 潜入！古代遗迹首发日期： - 日本：2004年2月19日                                                                      | 备注： 《移动陆行鸟2.5 潜入！古代遗迹》是供手机下载的冒险游戏，为《移动陆行鸟2》的后传。 |
| 移动陆行鸟3 击倒！虹色大魔王首发日期： - 日本：2004年5月19日                                                                      | 各平台发行年份： 移动电话－2004年 |
| 移动陆行鸟3 击倒！虹色大魔王首发日期： - 日本：2004年5月19日                                                                      | 备注： 《移动陆行鸟3 击倒！虹色大魔王》是分为两部分的手机冒险游戏。第一部分预置于DoCoMo D506i手机中。第二部分则需另外下载。 |
| 陆行鸟de移动电话首发日期： - 日本：2006年12月14日                                                                                 | 各平台发行年份： 移动电话－2006年 |
| 陆行鸟de移动电话首发日期： - 日本：2006年12月14日                                                                                 | 备注： 《陆行鸟de移动电话》是收录体育类及其他小游戏的手机应用。 |
| 陆行鸟和魔法绘本首发日期： - 日本：2006年12月14日 - 北美：2007年4月3日 - 欧洲：2007年5月25日                                      | 各平台发行年份： 任天堂DS－2006年 |
| 陆行鸟和魔法绘本首发日期： - 日本：2006年12月14日 - 北美：2007年4月3日 - 欧洲：2007年5月25日                                      | 备注： 《陆行鸟和魔法绘本》是由h.a.n.d开发的任天堂DS平台冒险游戏。截至2007年11月，游戏在欧美售出17万份。 |
| 陆行鸟不思议迷宫 忘却时间的迷宫首发日期： - 日本：2007年12月13日 - 北美：2008年7月8日 - 澳洲：2008年7月30日 - 欧洲：2008年11月7日 | 各平台发行年份： Wii－2007年 |
| 陆行鸟不思议迷宫 忘却时间的迷宫首发日期： - 日本：2007年12月13日 - 北美：2008年7月8日 - 澳洲：2008年7月30日 - 欧洲：2008年11月7日 | 备注： 《陆行鸟不思议迷宫 忘却时间的迷宫》是由h.a.n.d开发的Wii平台角色扮演游戏。截至2008年9月，游戏在日本和北美售出16万份。                                                                                              |
| 希德和陆行鸟的不思议迷宫 忘却时间的迷宫 DS+首发日期： - 日本：2008年10月30日                                                      | 各平台发行年份： 任天堂DS－2008年 |
| 希德和陆行鸟的不思议迷宫 忘却时间的迷宫 DS+首发日期： - 日本：2008年10月30日                                                      | 备注： 《希德和陆行鸟的不思议迷宫 忘却时间的迷宫 DS+》是《陆行鸟不思议迷宫 忘却时间的迷宫》的任天堂DS重制版，并以希德为主角。截至2008年12月16日，游戏售出4.6万份。                                                                     |
| 陆行鸟和魔法绘本 魔女、少女和五勇者首发日期： - 日本：2008年12月11日                                                              | 各平台发行年份： 任天堂DS－2008年 |
| 陆行鸟和魔法绘本 魔女、少女和五勇者首发日期： - 日本：2008年12月11日                                                              | 备注： 《陆行鸟和魔法绘本 魔女、少女和五勇者》是《陆行鸟和魔法绘本》的续作，发行于任天堂DS平台。 |
| 陆行鸟危机首发日期： - 全球：2010年5月25日                                                                                        | 各平台发行年份： iPad－2010年 |
| 陆行鸟危机首发日期： - 全球：2010年5月25日                                                                                        | 备注： 《陆行鸟危机》是首个iPad陆行鸟游戏。 |
| 陆行鸟和水晶之塔首发日期： - 日本：2010年6月29日 - 全球：2010年11月2日（Facebook）                                                | 各平台发行年份： 移动电话－2010年 Facebook－2010年 |
| 陆行鸟和水晶之塔首发日期： - 日本：2010年6月29日 - 全球：2010年11月2日（Facebook）                                                | 备注： 《陆行鸟和水晶之塔》是饲养模拟游戏，其首发于日本手机平台，随后移植为Facebook应用。 |
| 陆行鸟农场首发日期： - 日本：2012年12月19日                                                                                       | 各平台发行年份： iOS、Android－2012年 |
| 陆行鸟农场首发日期： - 日本：2012年12月19日                                                                                       | 备注： 《陆行鸟农场》是为iOS和Android设备提供的社交农场游戏，并在GREE平台游戏。 |
| 陆行鸟赛车3D取消日期： 2013年10月10日                                                                                             | 原定平台与发行年份： 任天堂3DS－待定 |
| 陆行鸟赛车3D取消日期： 2013年10月10日                                                                                             | 备注： 《陆行鸟赛车3D》最早于E3 2010的任天堂3DS展区上公布 。2013年10月10日，原《陆行鸟大赛车》总监时田贵司确认游戏终止开发。 |